# John Broderick
John Charles Broderick (5. června 1875 Cornwall, Kanada – 12. července 1957) byl kanadský hráč lakrosu a člen týmu, který v roce 1908 na olympijských hrách v Londýně vybojoval zlaté medaile.